# Stoczek (powiat hajnowski)
Stoczek – wieś w Polsce położona w województwie podlaskim, w powiecie hajnowskim, w gminie Narewka.
Według Pierwszego Powszechnego Spisu Ludności z 1921 roku wieś liczyła 20 domów i 111 mieszkańców (67 kobiet i 44 mężczyzn). Większość mieszkańców miejscowości, w liczbie 80 osób, zadeklarowała wyznanie prawosławne, pozostali zgłosili wyznanie rzymskokatolickie (w liczbie 31 osób). Podział religijny mieszkańców wsi całkowicie odzwierciedlał ich strukturą narodowo-etniczną, gdyż większość mieszkańców wsi, w liczbie 80 osób, podała narodowość białoruską, natomiast pozostali podali narodowość polską (31 osób). W okresie międzywojennym wieś znajdowała się w gminie Masiewo w powiecie białowieskim.
26 lipca 1941 wieś została spacyfikowana przez oddziały niemieckie. Mieszkańcy zdolni do pracy zostali wywiezieni do wsi Salniki k. Białegostoku. Wieś została zrabowana a następnie spalona.
W latach 1975–1998 miejscowość należała administracyjnie do województwa białostockiego.
Prawosławni mieszkańcy wsi należą do parafii św. Mikołaja w Narewce, a wierni kościoła rzymskokatolickiego do parafii św. Jana Chrzciciela w Narewce.
Uwaga: Nie mylić z pobliskim Stoczkiem.